# Universal City, Texas
Universal City là một thành phố thuộc quận Bexar, tiểu bang Texas, Hoa Kỳ. Năm 2010, dân số của xã này là 18530 người.

## Dân số
- Dân số năm 2000: 14849 người.
- Dân số năm 2010: 18530 người.